# プッシュ・ツー・トーク
プッシュ・ツー・トーク (PTT : Push to Talk) は、送信ボタンを押している時に音声送信状態となる、音声通話の方式である。プレストーク(Press Talk)、単信通信とも。半二重通信の一種である。無線電話・第三世代携帯電話の付加サービスなどの他、一部のインスタントメッセンジャーの通話方式として使用されている。
自分の通話が終わり、相手に送信権を与える時には「どうぞ」や「送れ」（英語ではover）、通信を終了する時には「以上」や「終わり」（英語ではout）と明確に伝える必要がある。また、多人数での会話（一斉送信、多数受信）が可能なものも多い。

## 無線電話
無線電話のトランシーバーの通話方式として、業務無線で自動車運転中にボタンを押すだけの簡単な操作で利用できること、一斉同報通信が可能なことを生かして利用されている。また、アマチュア無線でも機器が単純となるため用いられている。
主なシステムとして次のようなものがある。
交信範囲が日本を含む世界
- 航空交通管制
- アマチュア無線

交信範囲が日本国内
- タクシー無線
- MCA無線
- 防災無線
- 簡易無線
  - パーソナル無線
- 市民ラジオ
- 特定小電力トランシーバー

## 第三世代携帯電話
第三世代携帯電話では、PoC (Push-to-Talk over Cellular) と呼ばれる、定額制のVoIPサービスで使用されている。無線IP電話との差は、半二重通信であることと、音声の遅延時間が大きいことである。
機能としては、事前に登録した通話相手との会話・登録グループへの一斉同報通信などがある。通話相手を変更しない限りダイヤル操作が不要で、専用ボタンを押すのみで通話できるため、自動車運転中の危険も比較的少ないとされる（なお、日本国内での法規制については携帯電話の項を参照）。
ネクステル・コミュニケーションズが2002年に、スプリントPCS、ベライゾン・ワイヤレスなどが2003年に米国で開始した。主に業務向けに広く利用されている。また、オレンジが2004年にイギリスで開始している。
「Open Mobile Alliance」で、「Push-to-Talk over Cellular Phase One」として標準化が検討されているが、
2005年現在完了していないため、事業者間の相互接続の障害となっている。

### 日本でのサービス
NTTドコモが「プッシュトーク」という商標で2005年11月に開始。プッシュトークの通話に関して定額制の料金プランを適用可能。
auは、同年12月に「Hello Messenger」という、テキストや画像をやりとりするチャットベースのサービスにPTT機能を加えたサービスを開始した。なお、通話定額制は適用されなかった。ちなみにauのW53Sを除く2007年秋冬モデル以降の新機種からはこの「Hello Messenger」に対応した機種は殆ど登場していない。
ソフトバンクモバイル（現ソフトバンク）は、2006年冬発表の一部機種からサークルトーク（後にS!一斉トーク）という名称で開始した。PTTサービスとしての定額制はないが、パケット定額制オプションを適用できた。
若者の間でメールが基本的な通信手段として使用されているうえ、キャリアによるユーザ囲込み施策として音声通話定額制が定着しつつあり、需要が業務用に限られる可能性があるとの指摘があった。
利用者の減少などを理由に、
NTTドコモは「プッシュトーク」を2010年9月30日

に、auは「Hello Messenger」を2009年8月31日

に、ソフトバンクモバイルは「S!一斉トーク」を2011年9月30日

にサービスを終了した。
その後、SkypeやLINEなどのインスタントメッセンジャーのボイスチャットや、IP電話が普及したため、これらに取って代わられている。